# 劉鼎臣
劉鼎臣（?—?），字調元，號拙齋，山東沂水县人，清朝政治人物，同进士出身。刘绳武子，劉紹武侄。

## 生平
乾隆四十六年（1781年）辛丑科进士，任贵州普安县知县。